# Песьково
Песьково — деревня в Угранском районе Смоленской области России. Входит в состав Слободского сельского поселения.
Расположена в юго-восточной части области в 36 км к северо-востоку от Угры, в 10 км севернее автодороги Р132 Вязьма — Калуга — Тула — Рязань, на берегу реки Угра. В 32 км северо-западу от деревни находится железнодорожная станция Волоста-Пятница на линии Торжок — Брянск.
По состоянию на 2017 год численность постоянного населения составляет 8-10 человек.

## История
В годы Великой Отечественной войны деревня была оккупирована гитлеровскими войсками в октябре 1941 года, освобождена в марте 1943 года.